# Киш, Дежё
Дежё Киш (Кишш, венг. Kiss Dezső; 15 января 1929 — 24 июня 2001) ― венгерский и российский физик, доктор физико-математических наук, профессор, академик Венгерской АН, директор ОИЯИ (1989—1992).

## Биография
Родился 15 января 1929 года.
Окончил Дебреценский университет им. Л. Кошута (1952).
С 1951 г. в Центральном институте физических исследований Венгерской АН, Будапешт: старший лаборант, аспирант, младший научный сотрудник, старший научный сотрудник, заместитель генерального директора. 
В 1960—1963 гг. работал в Лаборатории нейтронной физики ОИЯИ, в 1967—1969 гг. в Институте Нильса Бора (Дания), а 1975—1976 гг. в ЦЕРНе.
В ОИЯИ: вице-директор (1976—1979), директор (1989—1992), с 1992 г. почётный директор.
Научные интересы: экспериментальная физика элементарных частиц и атомного ядра, физика нейтрино.
Доктор физико-математических наук, профессор, академик Венгерской АН (1985).

## Из библиографии
Автор книги:
- Kísérleti atomfizika: egyetemi tankönyv. Kiss Dezső. Eötvös, 1998 — Всего страниц: 472

Соавтор книг:
- Введение в экспериментальную физику частиц / А. Любимов, Д. Киш. — [2. изд., перераб. и доп.]. — М. : Физматлит, 2001. — 271, [1] с. : ил.; 22 см; ISBN 5-9221-0209-5
- Neutronfizika: Szerk. Dezsö Kiss, Pál Quittner. Akadémiai Kiadó, 1971 — Всего страниц: 1031

## Награды и премии
Награждён орденами 
- «Ударник социалистического труда» (1960) и
- Золотой Орден Труда (1975) (ВНР),
- Трудового Красного Знамени (1979) (СССР).

Умер 24 июня 2001 года.